# Global Disaster Alert and Coordination System
Das Global Disaster Alert and Coordination System (GDACS) ist eine gemeinsame Initiative des Amts der Vereinten Nationen für die Koordinierung humanitärer Angelegenheiten (OCHA) und der Europäischen Kommission, die dazu dient, die Verbreitung katastrophenbezogener Informationen zu konsolidieren, um die Koordinierung internationaler Hilfsmaßnahmen in der frühen Phase von Katastrophenlagen zu verbessern. Das GDACS wurde im Jahr 2004 gegründet und ist ein Multigefahren-Katastrophenüberwachungs- und Warnsystem für Erdbeben, Tsunamis, Überschwemmungen, Vulkanausbrüche und tropische Wirbelstürme. GDACS sammelt nahezu in Echtzeit Gefahreninformationen bzw. Daten über das Ausmaß von Katastrophen und kombiniert diese mit demografischen und sozioökonomischen Daten, um eine mathematische Analyse der erwarteten Risiken und Auswirkungen durchzuführen. Ergebnisse der Analysen werden auf der GDACS-Website verbreitet.